# Бё (Мозель)
Бё (фр. Beux) — коммуна на северо-востоке Франции, регион Гранд-Эст (бывший Эльзас — Шампань — Арденны — Лотарингия), департамент Мозель. Входит в кантон Панж.

## Географическое положение

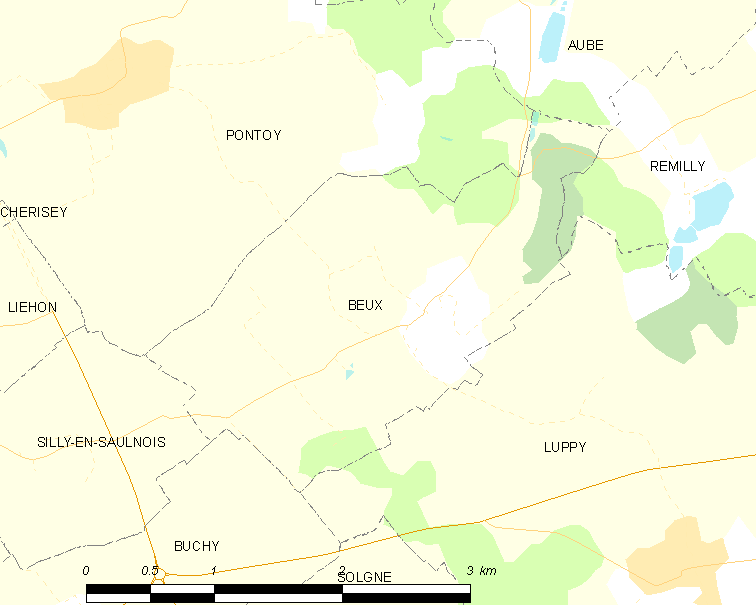
Бё на карте Франции.

Бё расположен в 290 км к востоку от Парижа и в 17 км к юго-востоку от Меца.

## История
- Состоит из бывших деревень Нижний Бё и Верхной Бё.
- Деревня бывшего региона Сильнуа мозельских земель, владение приората Об и отделения кафедрального собора Сент-Этьен-де-Мец.

## Демография
По переписи 2011 года в коммуне проживало 274 человека.

## Достопримечательности
- Церковь Сен-Горгон, неоготический стиль, XIX век.